# Andries Krogman
Andries Krogman (* 23. Oktober 1951; † 23. September 2009 in Paarl) war ein südafrikanischer Leichtathlet und Fernsehmoderator. Er spezialisierte sich auf den Langstreckenlauf.

## Leben

### Karriere
Krogmann gewann 1971 bei den Südafrikanischen Leichtathletikmeisterschaften den 5000-Meter-Lauf. Des Weiteren gewann er bei diesen Meisterschaften im 10.000-Meter-Lauf in den Jahren 1970 bis 1974. Im Crosslauf gewann er auf der Langstrecke in den Jahren 1970, 1974 und 1977.
Er wurde außerdem durch die Fernsehsendung Maak 'n Las der South African Broadcasting Corporation bekannt.

### Privatleben
Seine erste Frau Marcelle starb 2002 im Tygerberg Hospital in Kapstadt an Verbrennungen, nachdem sie unter der Dusche bewusstlos geworden war.
2006 heiratete er seine zweite Frau Karin, die zwei Söhne in die Ehe brachte.
In der Nacht des 23. September 2009 erhängte er sich aufgrund finanzieller Schwierigkeiten in seinem Haus in Paarl.

## Bibliografie
Andries Krogman veröffentlichte zwei Kochbücher in Afrikaans:
- 2001: Maak 'n las (ISBN 978-0-7993-2881-3)
- 2008: Kook Saam Met Andries Krogman (ISBN 978-0-7993-4346-5)